# Laticoleus curvatus
Laticoleus curvatus là một loài tò vò trong họ Ichneumonidae.